# 리처드 스톨츠만
리처드 스톨츠만(Richard Stoltzman 1942년 7월 12일~)은 미국의 클라리넷 연주자이다. 네브래스카주 오마하 태생으로, 아버지는 아마추어 재즈연주를 취미로 하는 철도원이었으며, 성장기에 샌프란시스코, 신시네티등 서부 도시에서 거주하였다. 그 후 오하이오 주립대학에 진학하여 수학과 음악 양쪽의 학위를 취득하였다. 예일 음악학교에서는 키스 윌슨밑에서 음악학 석사학위를 취득하고, 그 후 콜럼비아 대학교 박사과정으로 진학한다. 현재는 클라리넷계의 거장으로 인정받고 있으나, 당시에는 프로오케스트라 오디션에 번번이 불합격하였다. 당시에는 솔로 클라리넷 연주자라는 개념이 없었기 때문에 진로변경을 고심한 일도 있었다고 한다.
동부의 버몬트주의 말보로 음악제에서 프로연주가로서 활동을 시작하여, 1973년에는 메시안의 세상의 종말을 위한 사중주곡을 연주하기 위한 인원을 모집하고 있던 피터 젤킨에게 캐스팅되어 현대음악연주그룹인 TASHI의 멤버가 된다. 솔로연주와 더불어 많은 오케스트라와의 공연및 국제적 재즈페스티발등에 참가하였다.
현재는 고전음악계에서 가장 저명한 클래식 연주자이다. 일부 보수적인 클래식전문가들 사이에는 고전미를 살리지 못한다는 비판도 있다.

## 같이 보기
- 클레어 피셔